# Планше-ле-Мин
Планше́-ле-Мин (фр. Plancher-les-Mines) — коммуна во Франции, находится в регионе Франш-Конте. Департамент — Верхняя Сона. Входит в состав кантона Шампанье. Округ коммуны — Люр.
Код INSEE коммуны — 70414.

## География
Коммуна расположена приблизительно в 350 км к востоку от Парижа, в 80 км северо-восточнее Безансона, в 50 км к востоку от Везуля.
По территории коммуны протекает река Раэн. Практически вся территория коммуны покрыта лесами.

## Население
Население коммуны на 2010 год составляло 1092 человека.
| 1962 | 1968 | 1975 | 1982 | 1990 | 1999 | 2010 |
| ---- | ---- | ---- | ---- | ---- | ---- | ---- |
| 1715 | 1584 | 1452 | 1414 | 1178 | 1064 | 1092 |

## Администрация
| Период | Период | Фамилия         | Партия | Примечания |
| ------ | ------ | --------------- | ------ | ---------- |
| ?      | 2001   | Жан-Мари Ломбар |        |            |
| 2001   | 2008   | Бернар Ламбер   |        |            |
| 2008   | 2014   | Мишель Гальмиш  |        |            |

## Экономика
В 2010 году среди 675 человек трудоспособного возраста (15—64 лет) 469 были экономически активными, 206 — неактивными (показатель активности — 69,5 %, в 1999 году было 64,6 %). Из 469 активных жителей работали 424 человека (249 мужчин и 175 женщин), безработных было 45 (21 мужчина и 24 женщины). Среди 206 неактивных 45 человек были учениками или студентами, 68 — пенсионерами, 93 были неактивными по другим причинам.

## Достопримечательности
- Две группы карьеров эпохи неолита. Исторический памятник с 1994 года[3]
- Музей ярмарочных гуляний

## Фотогалерея
- Планше-ле-Мин
- Мэрия
- Интерьер церкви